# 1982 en arts plastiques
| Années des arts plastiques : 1979 - 1980 - 1981 - 1982 - 1983 - 1984 - 1985    |
| Décennies des arts plastiques : 1950 - 1960 - 1970 - 1980 - 1990 - 2000 - 2010 |

Cette page concerne l'année 1982 en arts plastiques.

## Œuvres
- Still Life, peinture de Mark Tansey.

## Naissances
- 27 janvier : Nicolas Giraud alias "100TAUR", peintre français

## Décès
- 3 janvier : Madeleine Grenier, peintre française (° 5 novembre 1929),
- 17 janvier : Juan O'Gorman, peintre, mosaïste et architecte mexicain (° 6 juillet 1905),
- 28 janvier : Élisabeth Chaplin, peintre franco-toscane (° 17 octobre 1890),
- 29 janvier : Félix Labisse, peintre surréaliste français (° 9 mars 1905),
- 31 janvier : André Fau, peintre, parolier et poète français (° 13 novembre 1896),
- 6 février : Ben Nicholson, peintre brtitannique (° 10 avril 1894),
- 9 février : Robert Tatin d'Avesnières, peintre français (° 1er mai 1925),
- 24 février : Paul Monnier, peintre suisse (° 3 août 1907),
- 6 mars : Yvonne Préveraud, peintre, graveuse et illustratrice française (° 11 juillet 1888),
- 8 mars : André Romand, peintre français (° 23 avril 1889),
- 11 mars : Pierre Jérôme, peintre français (° 20 janvier 1905),
- 12 mars : Nakamura Teii, peintre japonais nihonga de la période Shōwa (° 23 juillet 1900),
- 15 mars : Signe-Madeleine Barth, peintre suédoise (° 16 juin 1895),
- 17 mars : Jean-Marcel Héraut-Dumas, peintre, graveur et illustrateur français (° 31 mai 1920),
- 20 mars : André Thomas Rouault, peintre français (° 2 septembre 1899),
- ? mars : Raoul Bergougnan, peintre français (° 21 décembre 1900),
- 8 avril : Claude Rémusat, peintre français (° 21 novembre 1896),
- 23 avril : Antonino Virduzzo, peintre italien (° 21 mars 1926),
- 29 avril : Jean Villeri, peintre français d'origine italienne (° 28 février 1896),
- 7 mai : Jean Picart Le Doux, peintre et tapissier français (° 31 janvier 1902),
- 12 mai : André Bourdil, peintre français (° 11 juin 1911),
- 13 mai : Louis-Édouard Garrido, peintre français (° 1er juillet 1893),
- 18 mai : Jean-Claude Bédard, peintre et graveur français (° 28 novembre 1928),
- 22 mai : Claude Morini, peintre et graveur français (° 3 octobre 1939),
- 10 juin :
  - Akira Tanaka, peintre figuratif japonais (° 20 août 1918),
  - Fernand Dauchot, peintre expressionniste français (° 3 décembre 1898),
  - Krasno, peintre, sculpteur et graveur français d'origine argentine (° 27 août 1926),
- 13 juin : André Claudot, dessinateur, peintre, militant libertaire anticlérical, antimilitariste, puis socialiste (° 14 février 1892),
- 14 juin : Tadashi Kaminagai, peintre japonais (° 27 septembre 1899),
- 15 juin : Jean-René Carrière, peintre et sculpteur français (° 18 mai 1888),
- 22 juin : Yvonne Chevalier, peintre et photographe française (° 18 janvier 1899),
- 22 juillet : Robert Rodrigue, peintre et affichiste français (° 12 juillet 1900),
- 24 juillet : Florence Henri, peintre suisse d'origine française (° 28 juin 1893),
- 25 juillet : Kenzō Okada, peintre japonais (° 29 septembre 1902),
- 18 août : Carlos Botelho, peintre, illustrateur et caricaturiste portugais (° 18 septembre 1899),
- 5 août : Michał Bylina, peintre, graphiste et illustrateur polonais (° 18 janvier 1904),
- 9 août : Abel Manta, peintre portugais (° 12 octobre 1888),
- 20 août : Walter Battiss, peintre britannique puis sud-africain (° 6 janvier 1906),
- ? août : Silvia de Bondini, peintre italienne (° août 1907),
- 11 septembre : Wifredo Lam, peintre cubain (° 8 décembre 1902),
- 26 septembre : Arnaldo Ginna, peintre, sculpteur et réalisateur futuriste italien (° 7 mai 1890),
- 2 octobre : Paul Dufau, peintre, dessinateur, aquafortiste et graveur français (° 21 février 1898),
- 7 novembre : Nadia Léger, peintre russe puis soviétique et française (° 4 octobre 1904),
- 8 novembre : Marco de Gastyne, peintre et réalisateur français (° 15 juillet 1889),
- 10 novembre : Leonid Frechkop, peintre russe puis soviétique (° 6 novembre 1897),
- 11 novembre : Fanch Vidament, peintre français (° 13 juin 1948),
- 15 novembre : Zawado, peintre polonais (° 14 avril 1891),
- 18 novembre : Charlotte Calmis, peintre, poétesse et féministe française (° 29 juillet 1913),
- 12 décembre : Günter Fruhtrunk, peintre allemand (° 1er mai 1923),
- 17 décembre :
  - Grand'Mère Paris, de son vrai nom Élise Nonclercq, peintre et antiquaire française (° 28 juin 1906),
  - Violette Milliquet, peintre, graveuse et enseignante suisse (° 19 décembre 1896),
- 29 décembre : Grégoire Michonze, peintre français d'origine russe (° 22 mars 1902),
- 31 décembre :
  - Pierre Mirault, médecin, peintre, graveur et sculpteur français (° 7 avril 1899),
  - Niklaus Stoecklin, peintre et graphiste suisse (° 19 avril 1896),
- ? :
  - Marcel Anselme, peintre et graveur français (° 1925),
  - Renée Béja, peintre française d'origine grecque (° 1908),
  - Charles-Robert Bellenfant, peintre et illustrateur français (° 1903),
  - Malvina Chabauty, peintre française (° 1901),
  - Étienne Chevalier, peintre français (° 30 janvier 1910),
  - Suzanne Cornillac de Tremines, peintre, aquarelliste et illustratrice française (° 20 décembre 1904),
  - Henri Daoust, philologue et peintre belgo-espagnol  (° 1906),
  - André Jordan, peintre, lithographe et sculpteur français (° 9 juillet 1908),
  - Antonio Piedade da Cruz, peintre indien (° 22 août 1895).